# Villa La Pérollière
La Villa La Pérollière ou Villa Mangini est une grande villa de style néo-florentin, située à Saint-Pierre-la-Palud dans le département du Rhône. Elle est inscrite aux monuments historiques depuis 1992.

## Historique
La villa a été construite par Félix Mangini, ingénieur, pionnier du chemin de fer en France, et philanthrope, pour en faire sa résidence d'été. Il fit appel à l'architecte Lyonnais Gaspard André, à qui l'on doit le théâtre des Célestins et la fontaine de la Place des Jacobins. La construction de la villa débutée en 1886 a été achevée en 1890.
Les descendants de la famille Mangini ont vendu la maison en 1942 à la compagnie de gaz de Lyon. Les propriétaires suivants sont EDF puis Enedis. Ce dernier y mène d'importants travaux de rénovation menés par le cabinet OXYGEN ARCHITECTURE et achevés en 2023. Désormais le bâtiment accueille un centre de formation.

## Description
La villa de 2 700 m2 possède de nombreuses pièces, dont une bibliothèque, une salle de billard dont le plafond est peint par Louis Bardey, et une chapelle habillée des frises du peintre Jean-Baptiste Poncet. Le grand escalier est orné de vitraux de Lucien Bégule.
A l'extérieur, les lettres M et S entrelacées symbolisent l'union des familles Mangini et Seguin.

Villa Mangini en septembre 2023
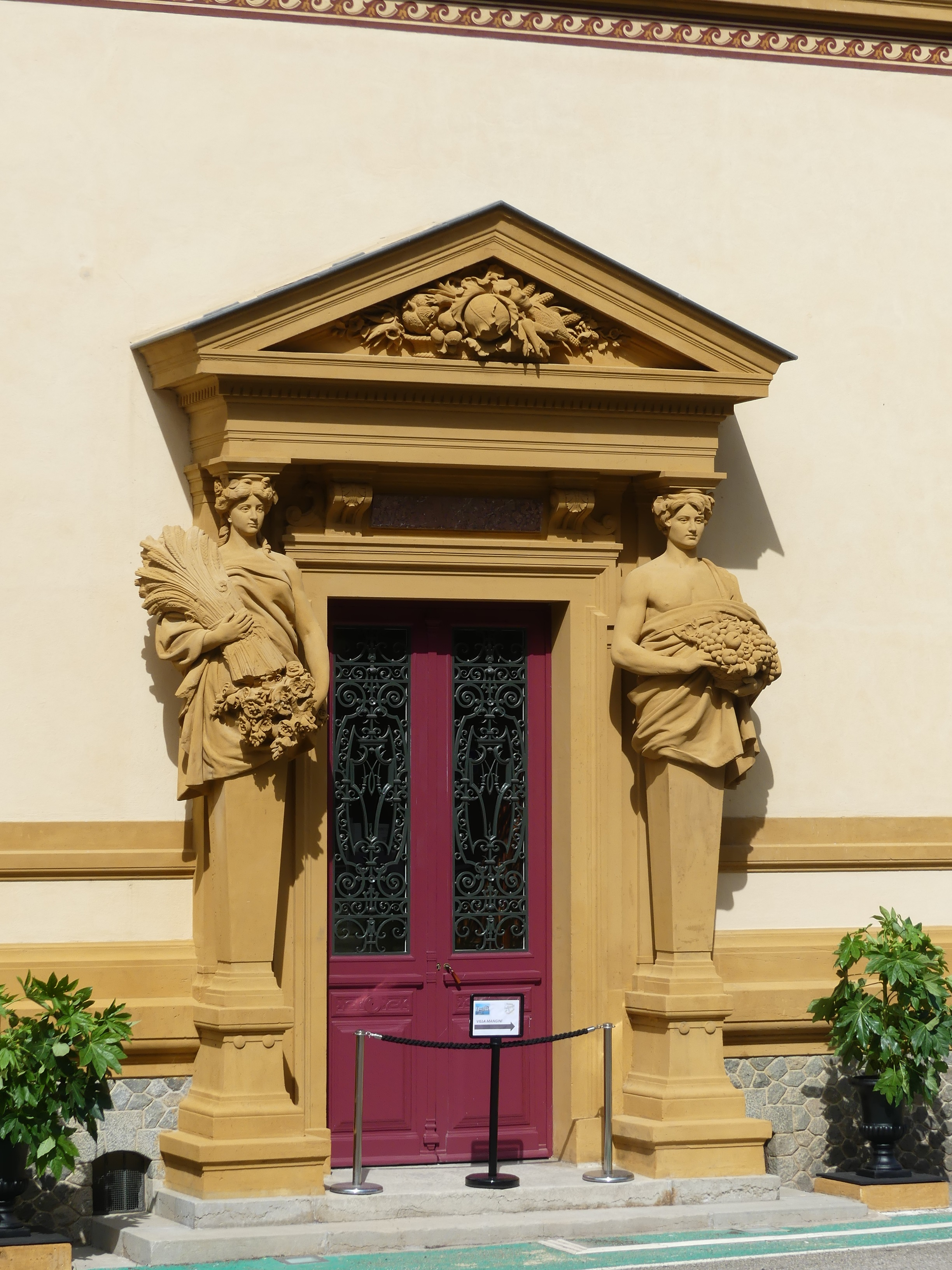
Porte principale
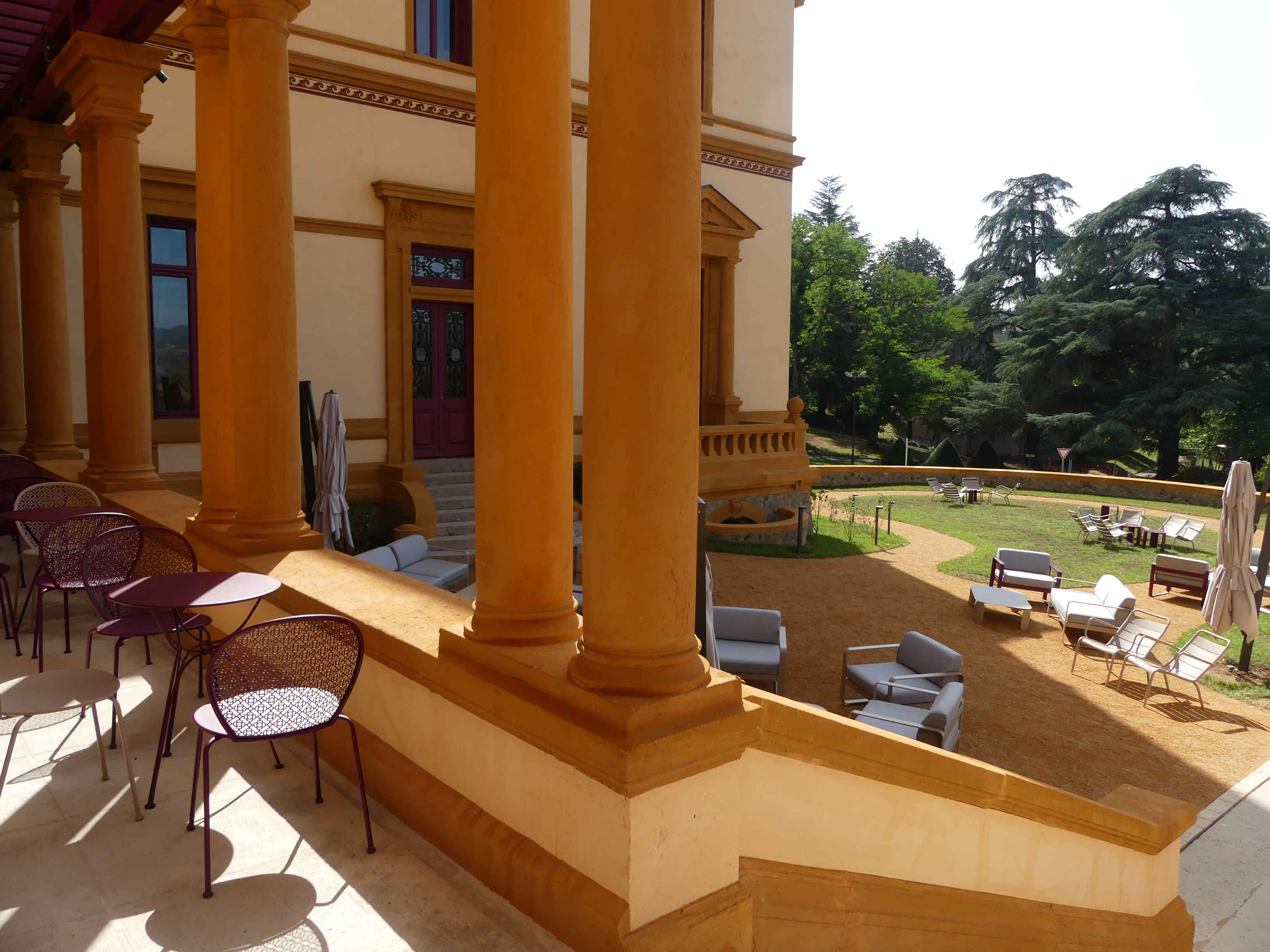
La terrasse d'automne
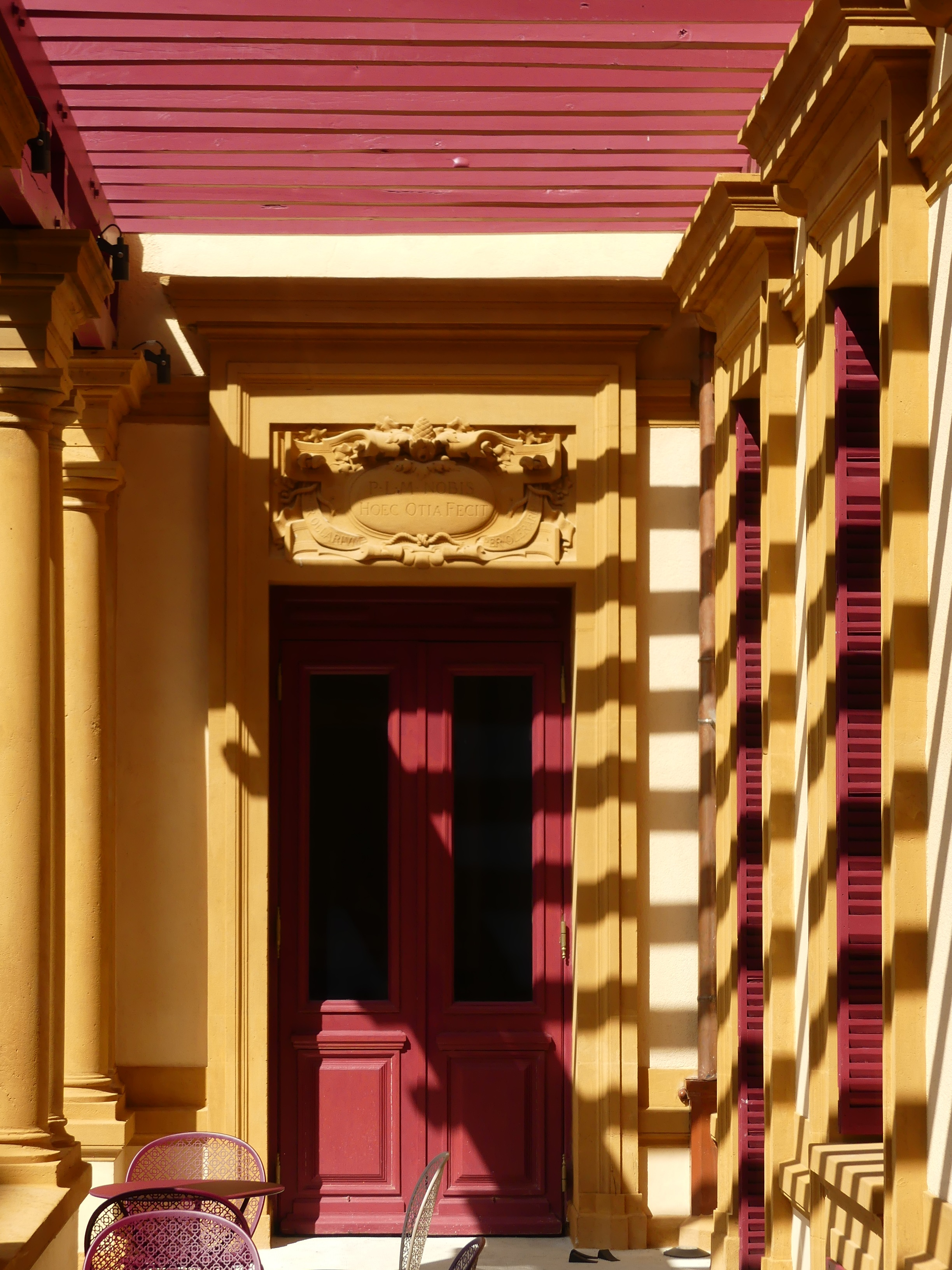
La terrasse vue du couloir
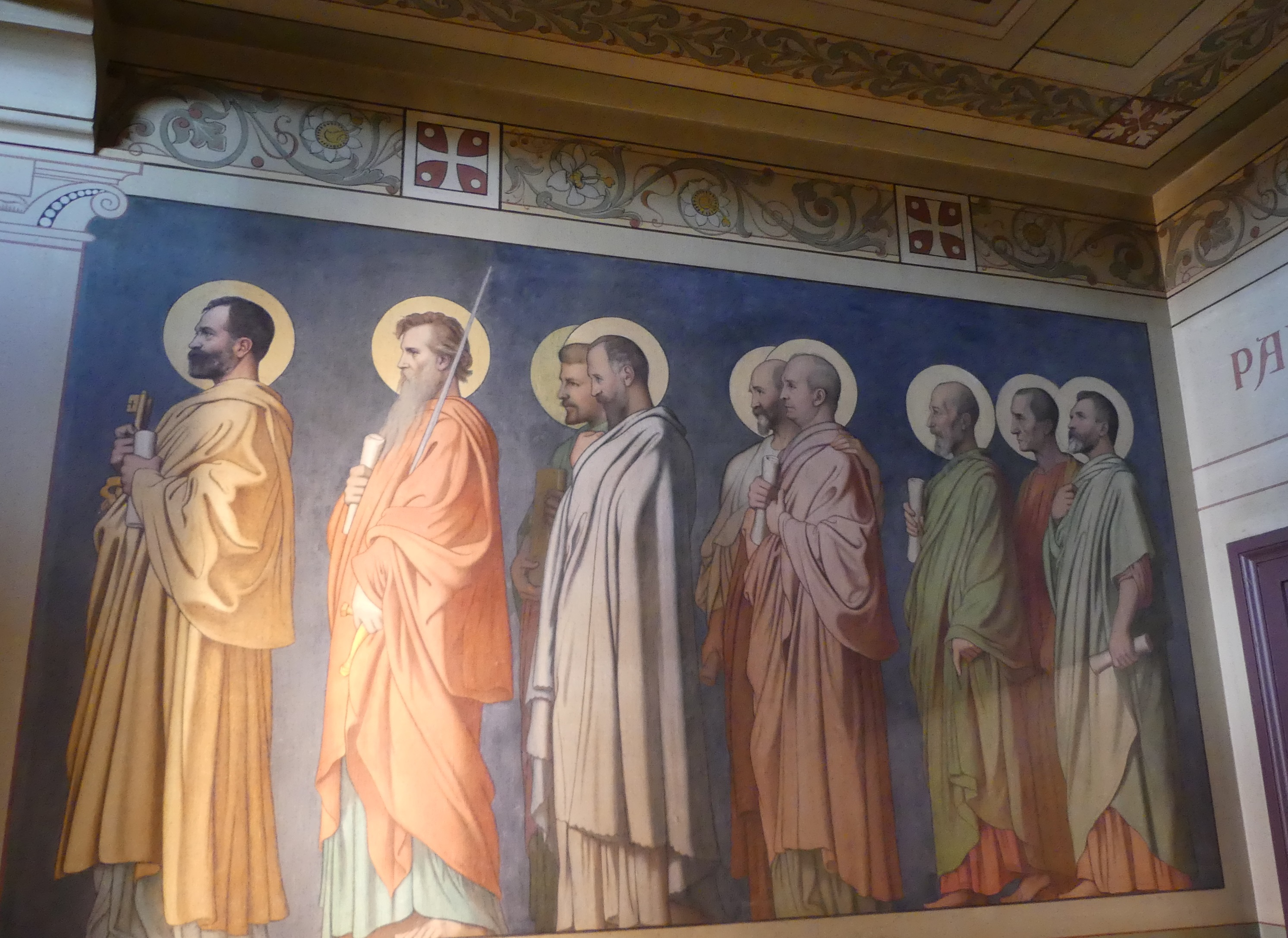
La chapelle : procession des hommes par Jean-Baptiste Poncet à gauche Félix Mangini est représenté en Saint-Pierre
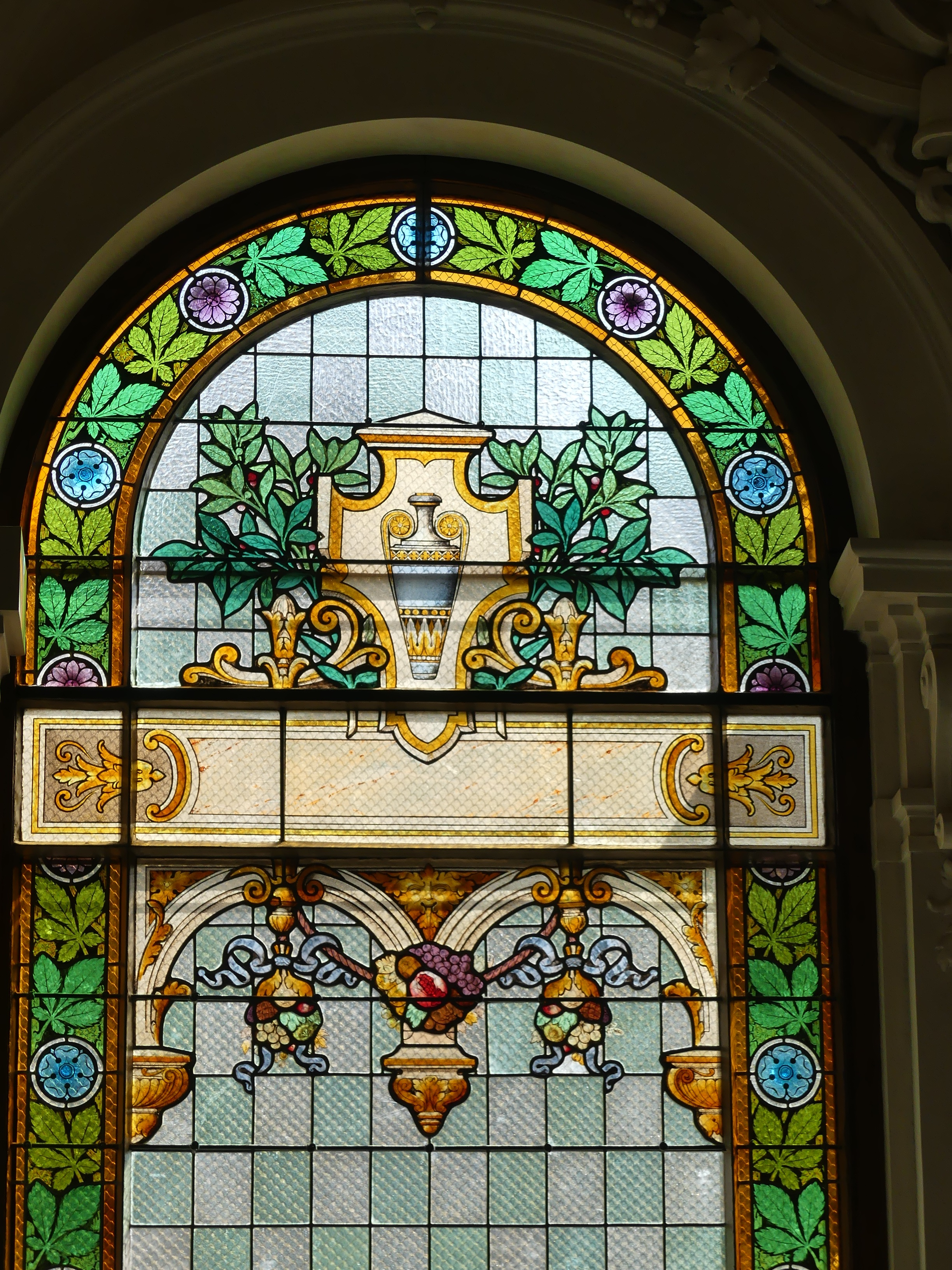
Détail des vitraux de Lucien Bégule
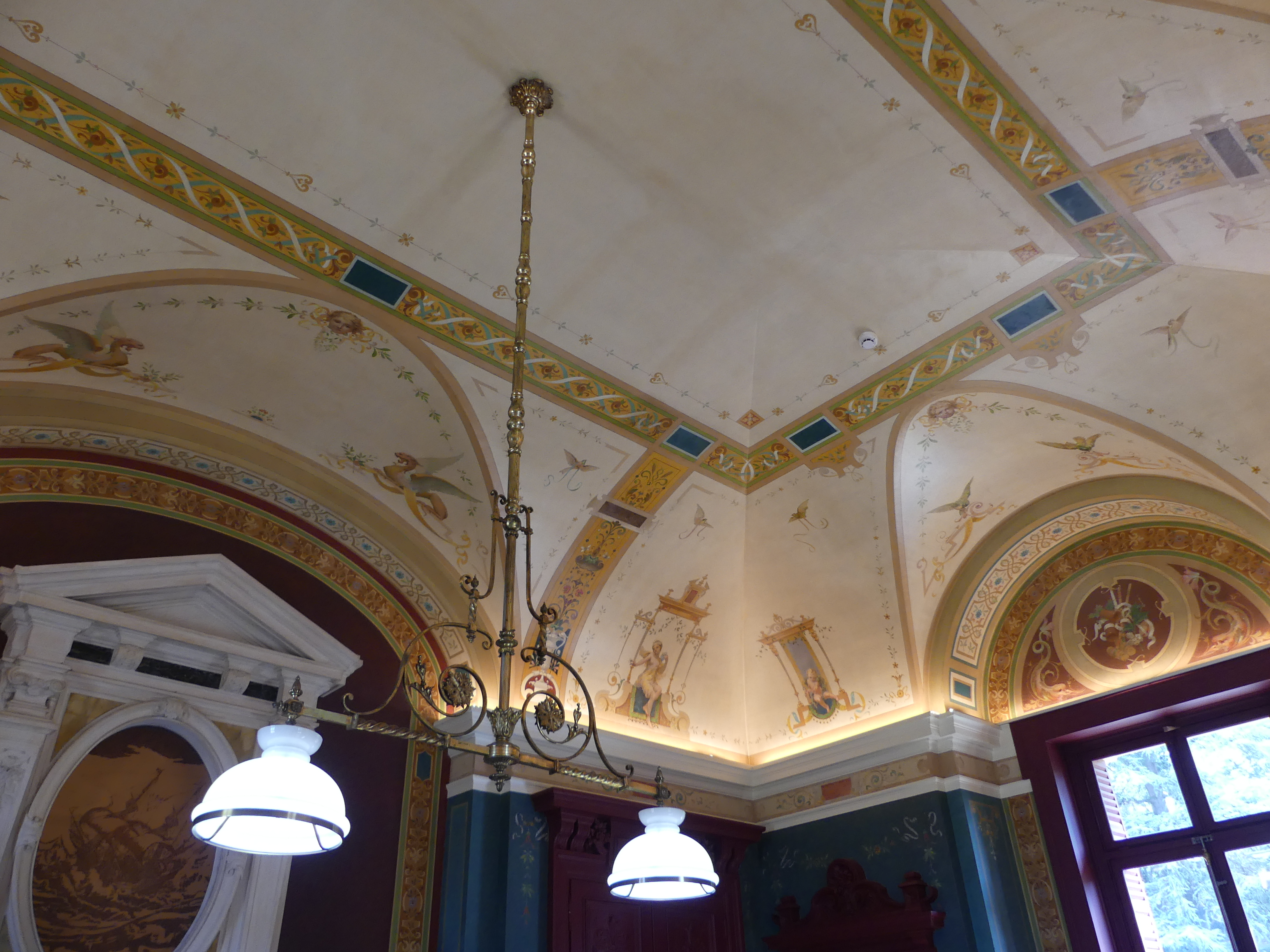
Plafond de la salle de billard, décoré par Louis Bardey

## Liens Externes
- OXYGEN ARCHITECTURE